# Condado de Hernando
O condado de Hernando (em inglês:  Hernando County) é um dos 67 condados do estado da Flórida, nos Estados Unidos. A sede e cidade mais populosa do condado é Brooksville. Foi fundado em 24 de fevereiro de 1843.

## Geografia
De acordo com o United States Census Bureau, o condado possui uma área de 1 525 km², dos quais 1 224 km² estão cobertos por terra e 302 km² por água.

## Demografia
Segundo o censo nacional de 2010, o condado possui uma população de 172 778 habitantes e uma densidade populacional de 141 hab/km². Possui 84 504 residências, que resulta em uma densidade de 69 residências/km².
Das duas localidades incorporadas no condado, Brooksville é a mais populosa e a mais densamente povoada, com 7 719 habitantes e densidade populacional de 275,2 hab/km². Weeki Wachee é a menos populosa, com 12 habitantes. De 2000 para 2010, a população de Brooksville cresceu 6% e a de Weeki Wachee não apresentou alteração.